# Limnodriloides atriotumidus
Limnodriloides atriotumidus is een ringworm uit de familie van de Naididae. De wetenschappelijke naam van de soort is voor het eerst geldig gepubliceerd in 1982 door Erséus.